# بالی (استان)
بالی (انگلیسی: Bali) یکی از استان‌های اندونزی است که در جزایر سوندای کوچک واقع شده‌است.
این استان که جمعیت آن ۴٬۳۶۲٬۰۰۰ نفر است مرکز آن شهر دنپاسار است.

## نگارخانه

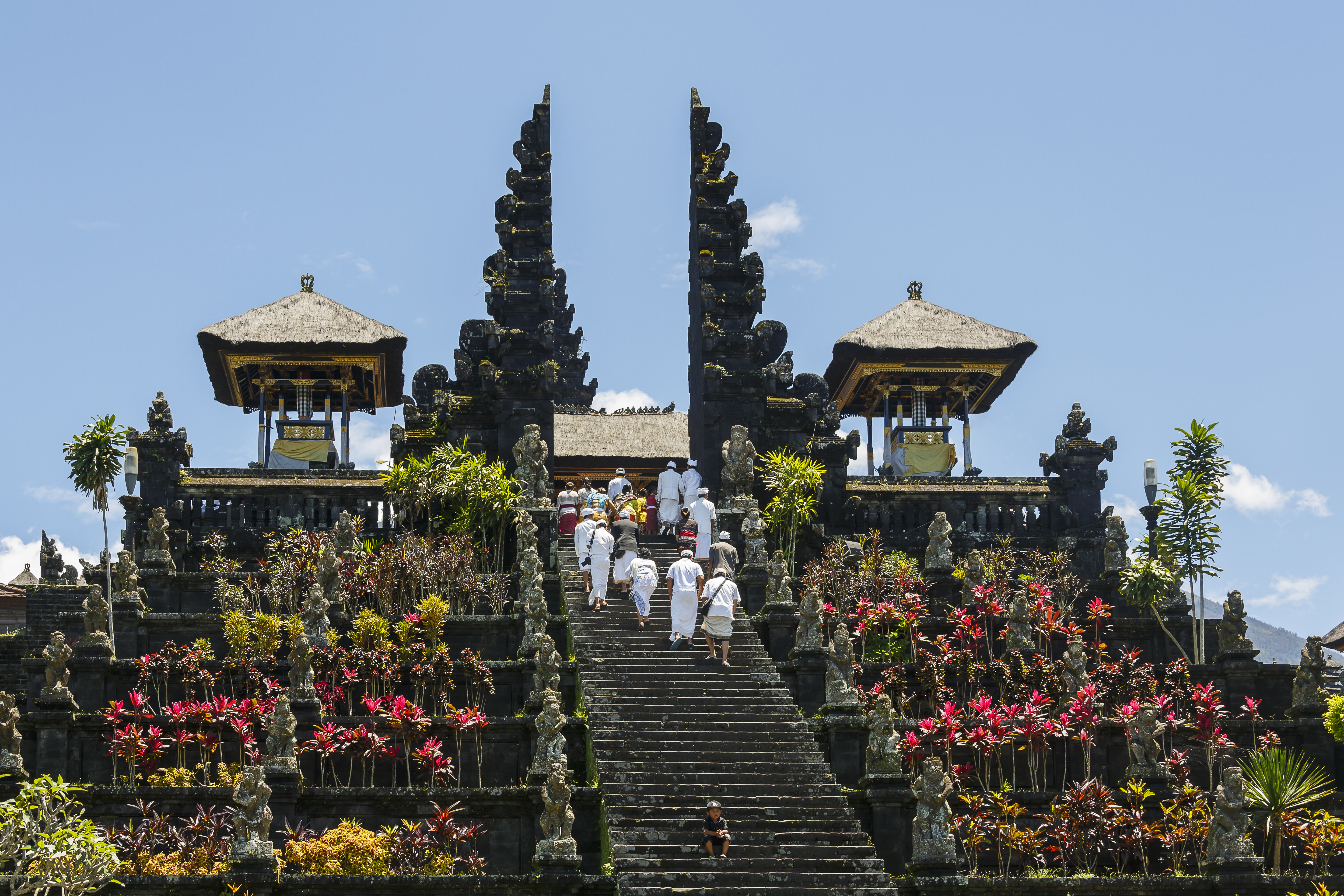
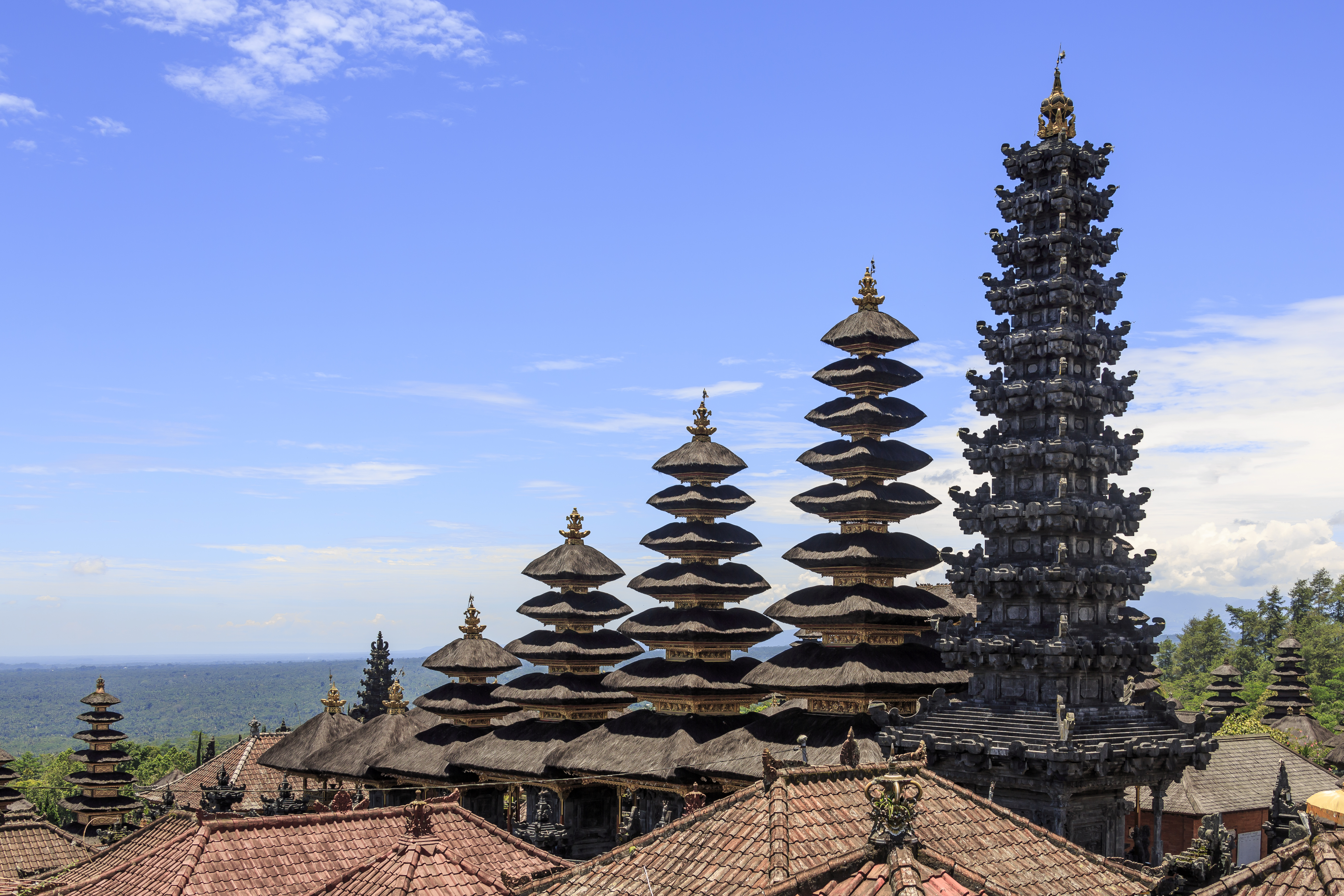
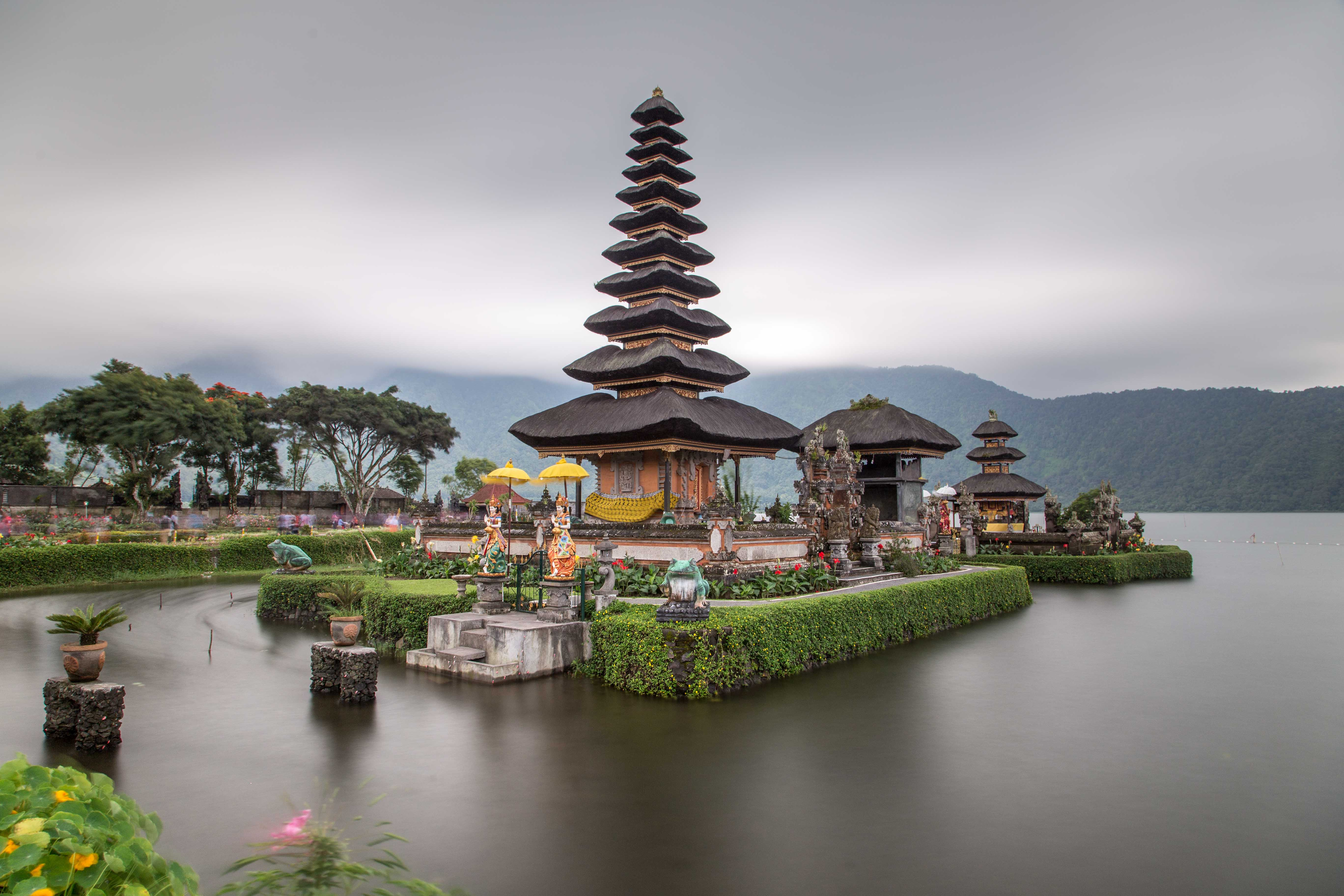
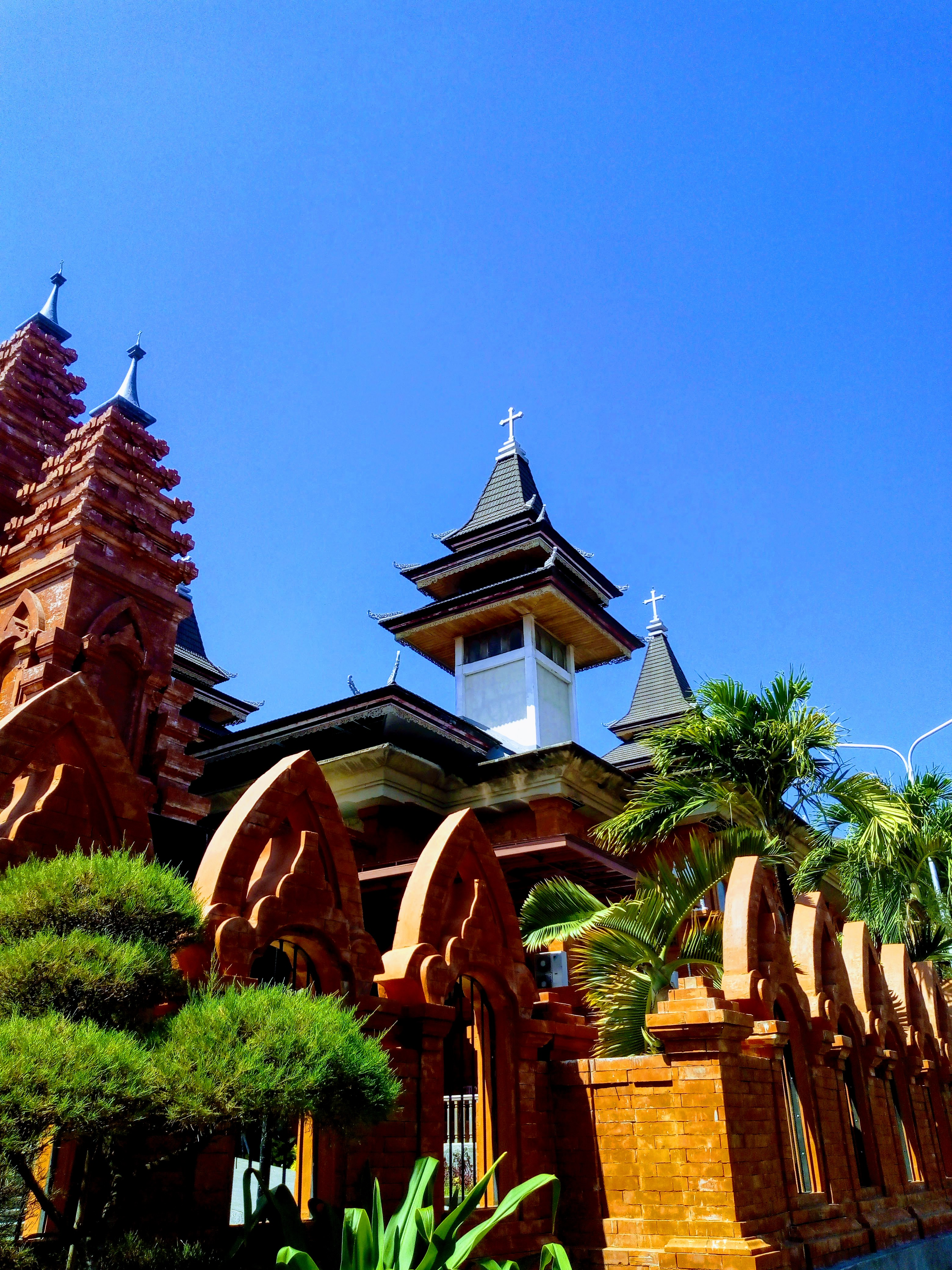
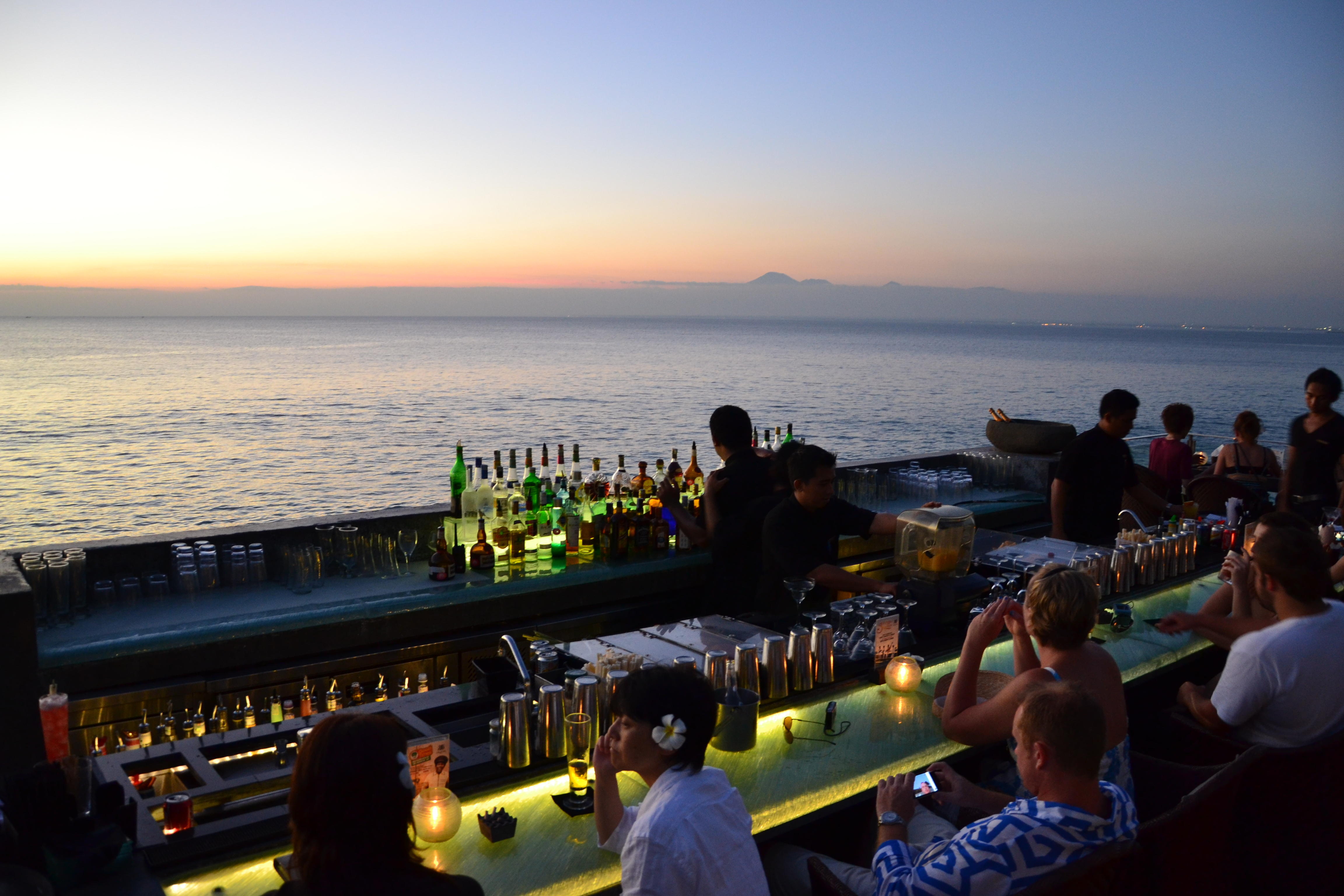
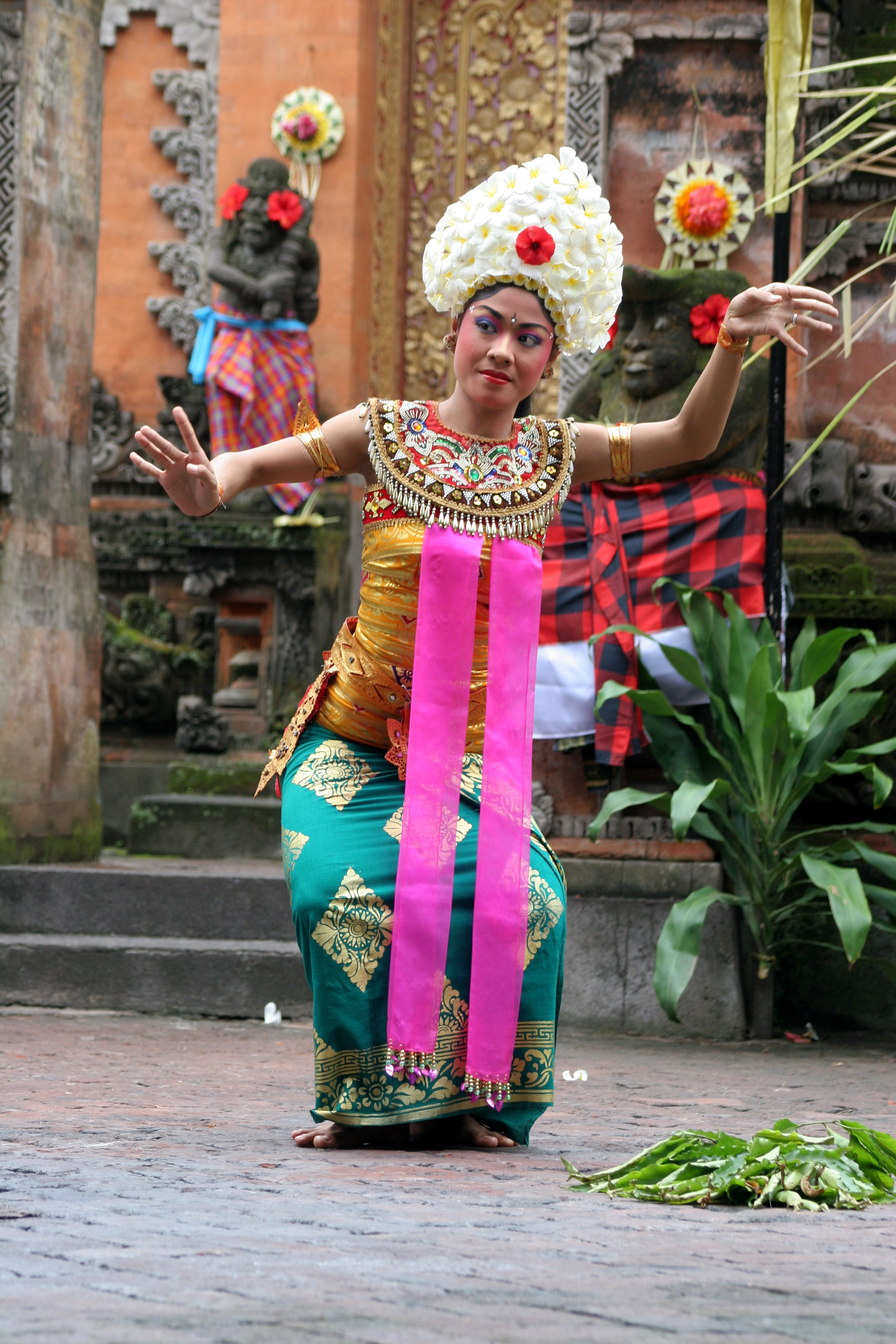
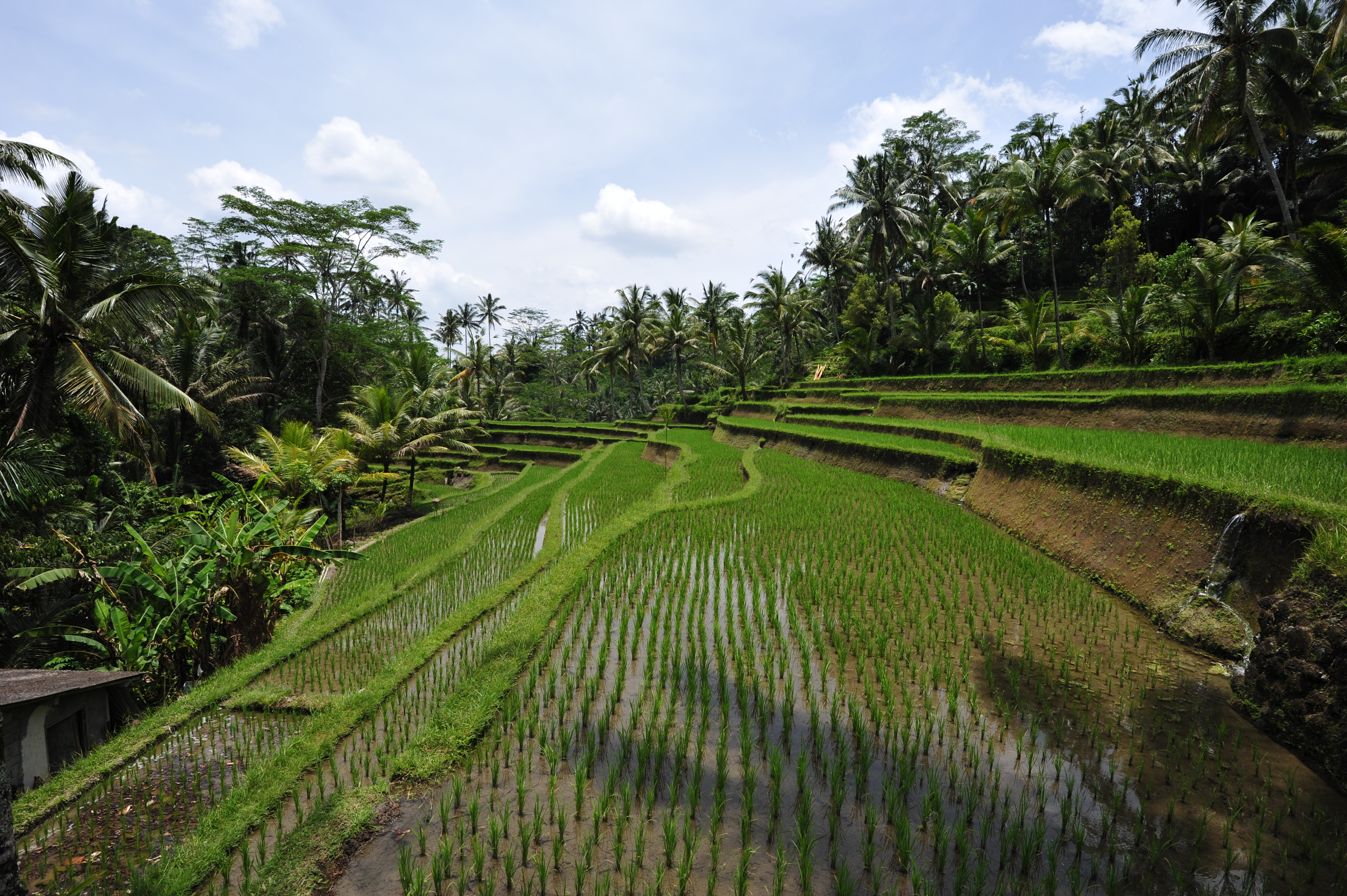
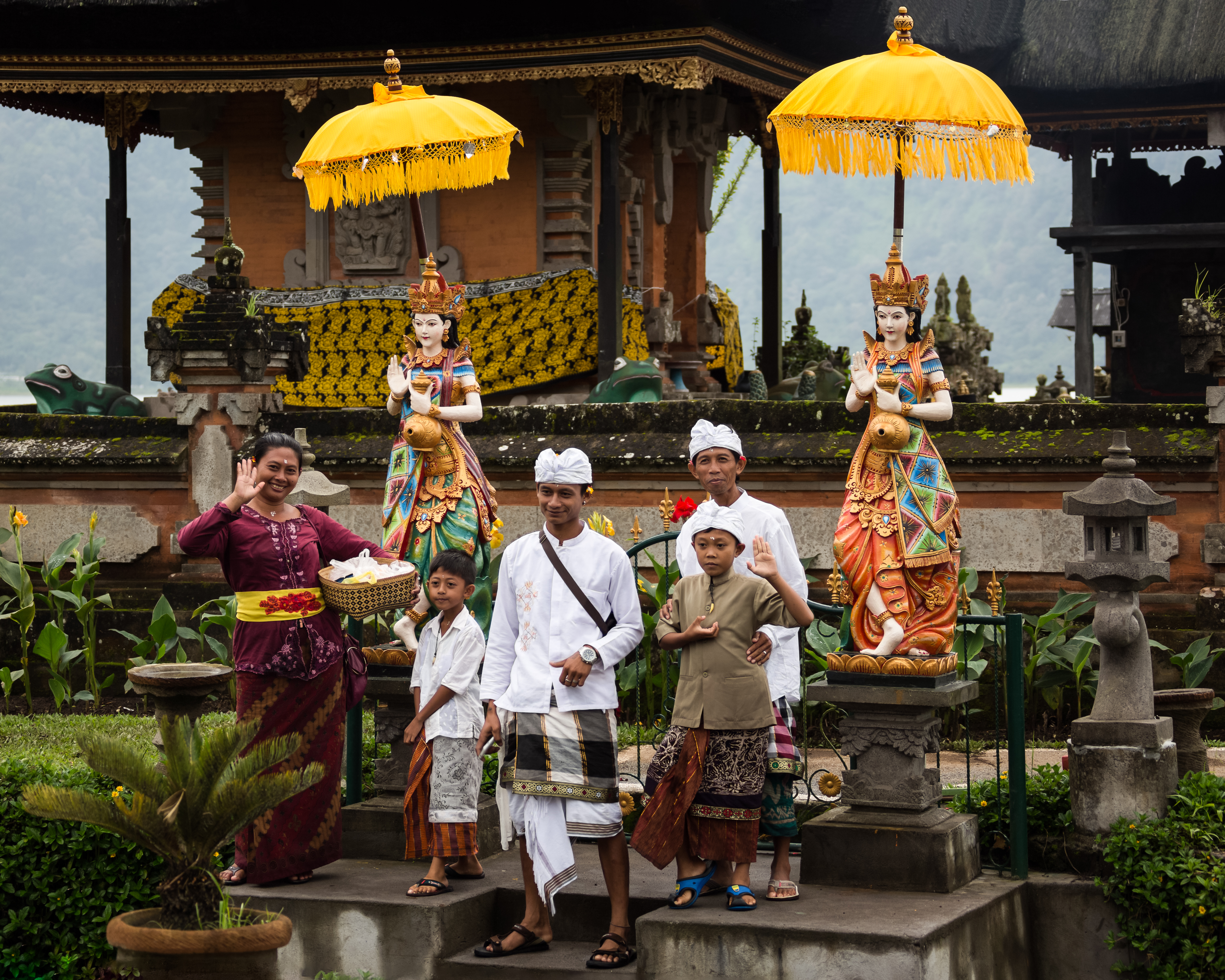